# ووتسکوند
ووتسکوند (به مجاری:  Vöckönd) یک منطقهٔ مسکونی در مجارستان است که در زالا واقع شده‌است.